# Nanumba South
Nanumba South är ett distrikt i Ghana.   Det ligger i regionen Norra regionen, i den nordöstra delen av landet, 400 km norr om huvudstaden Accra. Antalet invånare är 87 998. Arean är 1 300 kvadratkilometer.
Terrängen i Nanumba South är platt.